# Montlhéry
 Montlhéry  es una población y comuna francesa, ubicada en la región de Isla de Francia, departamento de Essonne, en el distrito de Palaiseau y cantón de Montlhéry. El Autódromo de Linas-Montlhéry se sitúa cerca de la ciudad.
Es la población natal de la abadesa Eloísa (1092-1164), considerada la primera mujer escritora de Occidente.

## Demografía
| 3003 | 3283 | 3714 | 4359 | 5195 | 5676 |
| Para los censos de 1962 a 1999 la población legal corresponde a la población sin duplicidades (Fuente: INSEE [Consultar]) |      |      |      |      |      |